# 北極粗鰭魚
北極粗鰭魚為輻鰭魚綱月魚目粗鰭魚科的一種深海魚類，分布於北大西洋海域，其种加词“arcticus”意为“北极的”。棲息深度300-600公尺，體長可達300公分，屬肉食性，以烏賊及小魚等為食。